# Турунч
Турунч — турецкий курорт, расположенный в районе Мармарис провинции Мугла, Турция.
Он расположен в 20 км к югу от Мармариса на берегу Средиземного моря, в окружении гор Тавр.
Посёлок был основан в османский период, первыми жителями были йоруки из Таврских гор. В основном они жили за счёт сельского хозяйства и рыболовства. До 1983 года в посёлке не было электричества. До 1989 года дороги в Турунч были грунтовые.
Несмотря на быстрое развитие региона в последние годы, природная среда Турунча была сохранена. В качестве курорта посёлок получил награду «Голубой флаг» в знак признания его чистого пляжа и качества воды. Протяжённость посёлка составляет около 1 км, или полчаса ходьбы от одного края до другого. На набережной есть рестораны, базары и бары.
Климат тёплый, поэтому туристический сезон длится 7 месяцев в году с апреля по октябрь.
Ближайший аэропорт — аэропорт Даламан. Это 120 км к востоку от Турунча. Аэропорт имени Аднана Мендереса в Измире находится в 270 км к северу от города.
Дорога в город проходит через горы Тавр и имеет очень низкую скорость. Добраться до Турунча из Мармариса можно за 20 минут.
До ближайших морских курортов Ичмелер и Мармарис можно добраться на долмушах (маршрутные такси), лодке или такси.